# La medaglia disonorata
La medaglia disonorata (The Dishonored Medal) è un film muto del 1914 diretto da Christy Cabanne.

## Produzione
Il film fu prodotto dalla Reliance Film Company

## Distribuzione
Distribuito dalla Mutual, il film in quattro rulli uscì nelle sale statunitensi il 3 maggio 1914 con il titolo originale The Dishonored Medal.